# Mastermind (альбом Monster Magnet)
Mastermind (с англ. — «Вдохновитель») — восьмой студийный альбом американской стоунер-рок-группы Monster Magnet, релиз которого состоялся 25 октября 2010 года.

## Запись и релиз
24 ноября 2009 года стало известно, что Monster Magnet прекратили сотрудничество с лейблом SPV GmbH и подписали контракт с Napalm Records. Лидер группы Дэйв Вайндорф объяснил это желанием начать совместную работу именно с компанией Napalm.
В начале 2010 музыканты вернулись в студию для записи нового материала; уже летом коллектив планировал выпустить восьмой студийный альбом. Но выход пластинки был отложен, поскольку группой был организован новый гастрольный тур по городам Европы. Однако в августе стало известно, что работа над альбомом была завершена. Также был опубликован трек-лист, представлена обложка диска и название — «Mastermind». 25 октября 2010 года альбом поступил в продажу.
По мнению Вайндорфа, процесс записи был более продуктивным, поскольку группе пришлось проводить работу над диском в очень сжатые сроки. Mastermind, в целом, отличился сдержанным, менее «кислотным» и психоделическим звучанием; тем самым альбом во многом отошёл от предыдущих студийных работ Monster Magnet. В то же время, некоторые композиции вновь были наполнены звуком синтезаторов. Помимо этого, музыканты внесли и элементы гаражного рока. Стилистику альбома соло-гитарист коллектива Эд Манделл описал следующим образом:
Это больше похоже на сплав спейс-рока и The Stooges. Здесь нет хитовых синглов — это просто рокешник,  с кучей сумасшедших эффектов. И Дэйв здесь поёт лучше, чем когда-либо. И ещё много гитар. Четыре недели мы возились только с одними гитарами — ничего, кроме гитар.
Оригинальный текст (англ.)It’s more like space rock and The Stooges. There’s no hit singles — it’s all just rocking, lots of crazy effects. And Dave’s singing better than ever. Lots of guitars. Four weeks of tracking guitars — nothing but guitars.
В ноябре и декабре 2010 года Monster Magnet провели небольшой тур в поддержку Mastermind. В это время, после 18 лет работы, коллектив покинул Эд Манделл, сославшись на стремление начать сотрудничество «с другими музыкантами и продюсерами». На смену Манделлу Дэйв Вайндорф пригласил Гаррета Свинни.

## Реакция общественности
| Оценки критиков | Оценки критиков |
| Источник        | Оценка          |
| --------------- | --------------- |
| About.com       | [ 8 ]           |
| AllMusic        | [ 6 ]           |
| Blabbermouth    | 8/10            |
| The Guardian    | [ 7 ]           |
| Jukebox:Metal   | [ 9 ]           |
| PopMatters      | 7/10            |

Оценки альбома музыкальными критиками были положительными и средними. Многие рецензенты отметили звучание Mastermind, которое стало ближе к ранним студийным работам группы. Так, например, обозреватель Blabbermouth Кейт Бергман присвоила пластинке 8 баллов из 10, назвав Mastermind «новым воплощением» группы. 7 из 10 альбому дал Эдриен Бегранд из PopMatters, свою оценку аргументировав тем, что диск является «долгожданным возвращением» Monster Magnet. Аналогичное мнение высказал Энди Лай, редактор Jukebox:Metal. Подводя итог своей рецензии он написал: «Для группы ещё не пробил звёздный час, но сейчас он намного ближе, чем когда-либо». Менее благосклонно альбом воспринял рецензент The Guardian Джейми Томсон. По его мнению, звучание Mastermind слишком перенасыщенное. Реакция Эдуардо Ривадавия из AllMusic также была сдержанной. Ривадавия был убеждён, что пластинка «не может похвастаться наличием невероятных хитов».
С проданным тиражом 3,000 экземпляров за первую неделю в США альбом дебютировал на 165 позиции чарта Billboard 200. Кроме того, пластинка была зарегистрирована в хит-парадах Германии, Швеции и Швейцарии.

## Список композиций
| №                   | Название                            | Длительность |
| ------------------- | ----------------------------------- | ------------ |
| 1.                  | «Hallucination Bomb»                | 5:27         |
| 2.                  | «Bored with Sorcery»                | 4:02         |
| 3.                  | «Dig That Hole»                     | 5:34         |
| 4.                  | «Gods and Punks»                    | 5:32         |
| 5.                  | «The Titan Who Cried Like a Baby»   | 3:36         |
| 6.                  | «Mastermind»                        | 5:08         |
| 7.                  | «Gravity Well»                      | 3:20         |
| 8.                  | «100 Million Miles»                 | 5:01         |
| 9.                  | «Perish in Fire»                    | 4:42         |
| 10.                 | «Time Machine»                      | 5:30         |
| 11.                 | «When the Planes Fall from the Sky» | 5:46         |
| 12.                 | «Ghost Story»                       | 5:20         |
| 13.                 | «All Outta Nothin»                  | 4:29         |
| Общая длительность: | Общая длительность:                 | 66:23        |

| №   | Название        | Длительность |
| --- | --------------- | ------------ |
| 14. | «Watch Me Fade» | 3:05         |
| 15. | «Fuzz Pig»      | 3:13         |

## Участники записи
| Monster Magnet - Дэйв Вайндорф — вокал, гитара, клавишные, арт-директор, продюсирование - Эд Манделл — соло-гитара - Фил Кайвано — гитара, звукорежиссёр - Джим Бальино — бас-гитара - Боб Пантелла — барабаны | Другой персонал - Мэтт Хайд — звукорежиссёр, сведение, продюсирование - Стив Рекестроу — звукорежиссёр - Том Бейкер — мастеринг - Стив Сесса — главный консультант - Стив Девис — менеджер - Райан Кларк и Invisible Creature, Inc. — дизайн - Марк Вайс — фотограф |

## Позиции в чартах
| Чарт (2010)            | Высшая позиция |
| ---------------------- | -------------- |
| Austrian Albums Chart  | 70             |
| Media Control Charts   | 38             |
| Sverigetopplistan      | 34             |
| Schweizer Hitparade    | 84             |
| UK Indie Chart         | 18             |
| Billboard 200          | 165            |
| Top Independent Albums | 23             |
| Top Rock Albums        | 47             |
| Top Hard Rock Albums   | 14             |